# Saison 2008 de l'équipe cycliste CSC Saxo Bank
L'équipe cycliste CSC Saxo Bank participe en 2008 au ProTour. L'équipe commence la saison sous le nom de CSC. Au printemps 2008, CSC annonce la non-reconduction du contrat de sponsoring au-delà de la saison 2008. Mi-juin, Saxo Bank devient sponsor de l'équipe avec effet immédiat. L'équipe court le Tour de France 2008 sous le nom de CSC Saxo Bank.

## Déroulement de la saison
La saison de l'équipe CSC commence en Argentine au Tour de San Luis où Juan José Haedo remporte deux victoires d'étapes au sprint. Lors du 2008 le mois suivant, le suisse Fabian Cancellara réussi sa rentrée en remportant le prologue et Juan José Haedo remporte sa troisième victoire d'étape. L'Argentin récidive en remportant la Clásica de Almería et la 3e étape du Tour de Murcie début mars. Fabian Cancellara gagne deux jours plus trd le Monte Paschi Eroica avant de faire coup double en ajoutant à son palmarès Tirreno adriatico (+ la 5e étape contre-la-montre) et Milan-San Remo.

## Effectif
| Cycliste             | Date de naissance | Nationalité | Équipe 2007              |
| -------------------- | ----------------- | ----------- | ------------------------ |
| Kurt Asle Arvesen    | 09-02-1975        | Norvège     |                          |
| Lars Bak             | 16-01-1980        | Danemark    |                          |
| Michael Blaudzun     | 30-04-1973        | Danemark    |                          |
| Lasse Bøchman¹       | 13-06-1983        | Danemark    | Glud & Marstrand Horsens |
| Matti Breschel       | 31-08-1984        | Danemark    |                          |
| Fabian Cancellara    | 18-03-1981        | Suisse      |                          |
| Íñigo Cuesta         | 03-06-1969        | Espagne     |                          |
| Matthew Goss         | 05-11-1986        | Australie   |                          |
| Volodymyr Gustov     | 15-02-1977        | Ukraine     |                          |
| Juan José Haedo      | 26-01-1981        | Argentine   |                          |
| Allan Johansen²      | 14-07-1971        | Danemark    |                          |
| Bobby Julich         | 18-11-1971        | États-Unis  |                          |
| Kasper Klostergaard  | 22-05-1983        | Danemark    |                          |
| Alexandr Kolobnev    | 04-05-1981        | Russie      |                          |
| Karsten Kroon        | 29-01-1976        | Pays-Bas    |                          |
| Gustav Larsson       | 20-09-1980        | Suède       | Unibet.com               |
| Marcus Ljungqvist    | 26-10-1974        | Suède       |                          |
| Anders Lund          | 14-02-1985        | Danemark    |                          |
| Bradley McGee        | 14-02-1976        | Australie   | La Française des jeux    |
| Jason McCartney      | 03-09-1973        | États-Unis  | Discovery Channel        |
| Stuart O'Grady       | 06-08-1973        | Australie   |                          |
| Carlos Sastre        | 22-04-1975        | Espagne     |                          |
| Andy Schleck         | 10-06-1985        | Luxembourg  |                          |
| Fränk Schleck        | 15-04-1980        | Luxembourg  |                          |
| Chris Anker Sørensen | 05-09-1984        | Danemark    |                          |
| Nicki Sørensen       | 14-05-1975        | Danemark    |                          |
| André Steensen³      | 12-10-1987        | Danemark    | Glud & Marstrand Horsens |
| Jurgen Van Goolen    | 28-11-1980        | Belgique    | Discovery Channel        |
| Jens Voigt           | 17-09-1971        | Allemagne   |                          |

¹ Depuis septembre

² Jusqu'à mai

³ Depuis mai

### Victoires
Victoires sur le ProTour
| Date       | Course                                   | Pays    | Classe | Vainqueur            |
| ---------- | ---------------------------------------- | ------- | ------ | -------------------- |
| 14/06/2008 | 6e étape du Critérium du Dauphiné libéré | France  | PT     | Chris Anker Sørensen |
| 20/06/2008 | 7e étape du Tour de Suisse               | Suisse  | PT     | Fabian Cancellara    |
| 22/06/2008 | 9e étape du Tour de Suisse               | Suisse  | PT     | Fabian Cancellara    |
| 14/09/2008 | 1re étape du Tour de Pologne             | Pologne | PT     | CSC-Saxo Bank        |
| 19/09/2008 | 6e étape du Tour de Pologne              | Pologne | PT     | Jens Voigt           |
| 20/09/2008 | Tour de Pologne                          | Pologne | PT     | Jens Voigt           |

Victoires sur les circuits continentaux
| Date       | Course                                          | Pays        | Classe | Vainqueur            |
| ---------- | ----------------------------------------------- | ----------- | ------ | -------------------- |
| 23/01/2008 | 2e étape du Tour de San Luis                    | Argentine   |        | Juan José Haedo      |
| 27/01/2008 | 5e étape du Tour de San Luis                    | Argentine   |        | Juan José Haedo      |
| 18/02/2008 | Prologue du Tour de Californie                  | États-Unis  |        | Fabian Cancellara    |
| 19/02/2008 | 1re étape du Tour de Californie                 | États-Unis  |        | Juan José Haedo      |
| 02/03/2008 | Clásica de Almería                              | Espagne     |        | Juan José Haedo      |
| 06/03/2008 | 3e étape du Tour de Murcie                      | Espagne     |        | Juan José Haedo      |
| 08/03/2008 | Monte Paschi Eroica                             | Italie      |        | Fabian Cancellara    |
| 16/03/2008 | 5e étape du Tirreno-Adriatico                   | Italie      |        | Fabian Cancellara    |
| 18/03/2008 | Classement général Tirreno-Adriatico            | Italie      |        | Fabian Cancellara    |
| 22/03/2008 | Milan-San Remo                                  | Italie      |        | Fabian Cancellara    |
| 25/03/2008 | 2e étape du Tour de Castille-et-León            | Espagne     |        | Karsten Kroon        |
| 29/03/2008 | Grand Prix E3                                   | Belgique    |        | Kurt Asle Arvesen    |
| 30/03/2008 | Critérium international                         | France      |        | Jens Voigt           |
| 23/04/2008 | 2e étape du Tour de Géorgie                     | États-Unis  |        | Juan José Haedo      |
| 01/05/2008 | Grand Prix de Francfort                         | Allemagne   |        | Karsten Kroon        |
| 29/05/2008 | 18e étape du Tour d'Italie                      | Italie      |        | Jens Voigt           |
| 04/06/2008 | Prologue du Tour de Luxembourg                  | Luxembourg  |        | Fabian Cancellara    |
| 05/06/2008 | 1re étape du Tour de Luxembourg                 | Luxembourg  |        | Juan José Haedo      |
| 08/06/2008 | Commerce Bank International Championship        | États-Unis  |        | Matti Breschel       |
| 18/06/2008 | 1re étape du Ster Elektrotoer                   | Pays-Bas    |        | Matti Breschel       |
| 07/07/2008 | 2e étape du Tour d'Autriche                     | Autriche    |        | Chris Anker Sørensen |
| 16/07/2008 | 11e étape du Tour de France                     | France      |        | Kurt Asle Arvesen    |
| 23/07/2008 | 17e étape du Tour de France                     | France      |        | Carlos Sastre        |
| 26/07/2008 | 20e étape du Tour de France                     | France      |        | Fabian Cancellara    |
| 27/07/2008 | 5e étape du Tour de Saxe                        | Allemagne   |        | Karsten Kroon        |
| 27/07/2008 | Tour de France                                  | France      |        | Carlos Sastre        |
| 31/07/2008 | 2e étape du Tour du Danemark                    | Danemark    |        | Matti Breschel       |
| 01/08/2008 | 3e étape du Tour du Danemark                    | Danemark    |        | Matti Breschel       |
| 02/08/2008 | 5e étape du Tour du Danemark (contre-la-montre) | Danemark    |        | Gustav Larsson       |
| 03/08/2008 | 6e étape du Tour du Danemark                    | Danemark    |        | Juan José Haedo      |
| 08/09/2008 | 2e étape du Tour de Grande-Bretagne             | Royaume-Uni |        | Matthew Goss         |
| 21/09/2008 | 21e étape du Tour d'Espagne                     | Espagne     |        | Matti Breschel       |
| 12/10/2008 | Critérium du Herald Sun Tour                    | Australie   |        | Matthew Goss         |
| 13/10/2008 | 1re étape du Herald Sun Tour                    | Australie   |        | Matthew Goss         |
| 14/10/2008 | 2e étape du Herald Sun Tour                     | Australie   |        | Stuart O'Grady       |
| 17/10/2008 | 5e étape du Herald Sun Tour                     | Australie   |        | Stuart O'Grady       |
| 18/10/2008 | Classement général du Herald Sun Tour           | Australie   |        | Stuart O'Grady       |

Championnats nationaux
| Date       | Course                                   | Pays       | Classe | Vainqueur         |
| ---------- | ---------------------------------------- | ---------- | ------ | ----------------- |
| 26/06/2008 | Championnat de Suisse contre-la-montre   | Suisse     | CN     | Fabian Cancellara |
| 26/06/2008 | Championnat du Danemark contre-la-montre | Danemark   | CN     | Lars Bak          |
| 29/06/2008 | Championnat du Danemark sur route        | Danemark   | CN     | Nicki Sørensen    |
| 29/06/2008 | Championnat de Norvège sur route         | Norvège    | CN     | Kurt Asle Arvesen |
| 29/06/2008 | Championnat du Luxembourg sur route      | Luxembourg | CN     | Fränk Schleck     |

## Classements UCI Pro Tour

### Individuel
| Rang | Coureur              | Points |
| ---- | -------------------- | ------ |
| 17   | Jens Voigt           | 53     |
| 30   | Lars Bak             | 40     |
| 38   | Fränk Schleck        | 32     |
| 39   | Alexandr Kolobnev    | 30     |
| 61   | Andy Schleck         | 20     |
| 66   | Kurt Asle Arvesen    | 15     |
| 86   | Stuart O'Grady       | 7      |
| 89   | Fabian Cancellara    | 6      |
| 102  | Karsten Kroon        | 3      |
| 112  | Chris Anker Sørensen | 3      |
| 113  | Gustav Larsson       | 3      |
| 137  | Juan José Haedo      | 2      |
| 145  | Matti Breschel       | 1      |

### Équipe
L'équipe CSC Saxo Bank a terminé à la 3e place avec 180 points.